# Arantzazu (nome)
Arantzazu  è un nome proprio di persona basco femminile.

## Varianti
- Femminili: Aránzazu
  - Diminutivi: Arantxa[1], Arancha

## Origine e diffusione
È uno dei nomi baschi che hanno origine devozionale verso la Madonna (come ad esempio Itziar e Ainhoa): riprende il toponimo di Arantzazu, un santuario a lei dedicato presso Oñati. Etimologicamente, il toponimo deriva dall'espressione basca Arantzan Zu? ovvero "Tu, tra questi spini?", esclamazione di stupore di un pastore che trovò una statua della Vergine in un cespuglio di biancospino; la radice è arantza, "cespuglio spinoso"; è quindi affine dal punto di vista semantico all'italiano sterpeto.

## Onomastico
L'onomastico ricorre il 9 settembre, in memoria della Vergine di Arantzazu.

## Persone

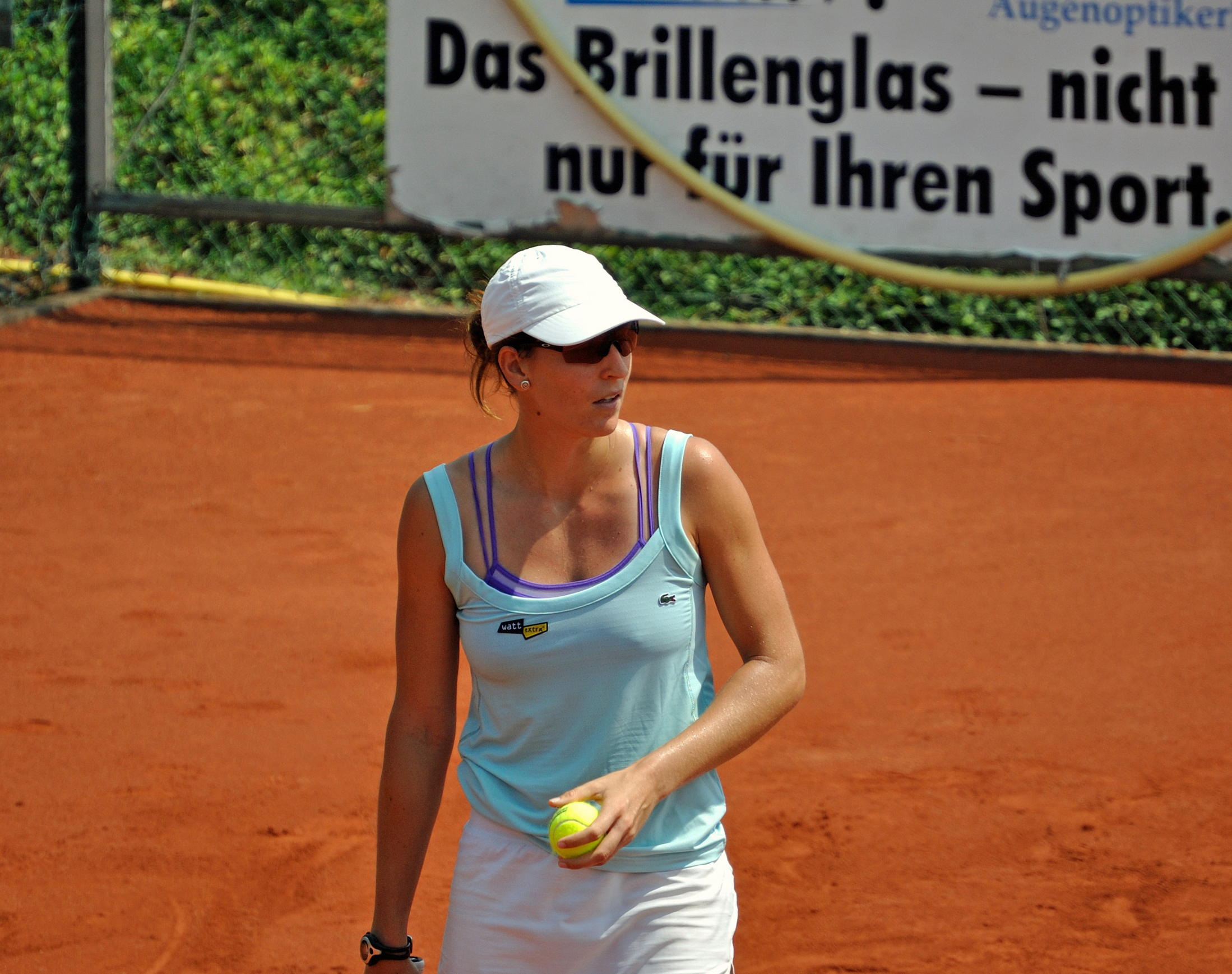
Arantxa Parra Santonja

### Variante Arantxa
- Arantxa Parra Santonja, tennista spagnola
- Arantxa Rus, tennista olandese
- Arantxa Sánchez Vicario, tennista spagnola